# Гедвига София Бранденбургская
Гедвига София Бранденбургская (нем. Hedwig Sophie von Brandenburg; 14 июля 1623, Берлин — 26 июня 1683, Шмалькальден) — принцесса Бранденбурга, в замужестве ландграфиня Гессен-Кассельская.

## Биография
Гедвига София — дочь курфюрста Бранденбурга Георга Вильгельма и Елизаветы Шарлотты Пфальцской, вышла замуж за ландграфа Гессен-Кассельского Вильгельма VI.
После ранней смерти мужа в 1663 году она управляла Гессен-Касселем в качестве регента своего старшего сына Вильгельма VII, а после его смерти в 1670 году — его младшего брата, ландграфа Карла, до 1677 года. Гедвига София стремилась продолжить осторожную внешнюю политику своего супруга и избегала вступления в союзы, которые могли бы вовлечь Гессен-Кассель в конфликты. До 1673 года ей удавалось сохранить нейтралитет. Тем не менее, вследствие латентно экспансионистской политики Франции Гессен-Кассель постоянно испытывал угрозу втягивания в военные конфликты. Гедвига София сумела добиться от сословий повышения налогов, позволившее увеличить войска, сократившиеся до минимума после Тридцатилетней войны. После 1673 года Гедвига София присоединилась к союзу, возглавляемому её братом, курфюрстом Бранденбурга Фридрихом Вильгельмом. На имперскую войну против Франции ландграфство направило свой контингент.
В конце своего правления Гедвига София пыталась оттянуть момент передачи власти своему сыну Карлу, что привело к ухудшению отношений между матерью и сыном. Карл вступил в свои права в Гессен-Касселе 8 августа 1677 года.

## Потомки
В браке с Вильгельмом VI родились:
- Шарлотта Амалия (1650—1714), замужем за королём Дании Кристианом V
- Вильгельм VII (1651—1670)
- Луиза (1652)
- Карл (1654—1730), ландграф Гессен-Касселя
- Филипп (1655—1721), ландграф Гессен-Филипсталя, женат на графине Сольмс-Лаубахской Катарине Амалии
- Георг Гессен-Кассельский (1658—1675);
- Елизавета Генриетта (1661—1683), замужем за королём Пруссии Фридрихом I